# Gineta
A Genetta genetta, comummente conhecida como gineta (também grafado geneta),  é um mamífero carnívoro do género Genetta, pertencente à família dos viverrídeos, que ocorre no continente africano e no sul da Europa . 

## Nomes comuns
Esta espécie dá ainda pelos seguintes nomes comuns: gineta-europeia, gato-bravo (não confundir com o Felis silvestris, que consigo partilha este nome) e gato-toirão.

## Descrição física
A gineta tem aspecto e tamanho idêntico a um gato, porém proporcionalmente tem o focinho mais afunilado, as orelhas grandes, as patas pequenas (com 5 dedos em cada uma das patas) e uma cauda larga e comprida e anelada.
O corpo é longo e esguio, com o pêlo de cor alternada cinza com muitas manchas escuras que tendem a formar linhas longitudinais, formando um padrão único e irrepetível em cada indivíduo .
A pelagem é castanha acinzentada, podendo haver indivíduos com a cor mais amarelada. A cabeça apresenta pelagem mais escura, sobretudo no focinho, sendo que no ventre a cor é mais clara. Os machos e as fêmeas são similares (sem dimorfismo sexual), assim como os indivíduos jovens e os adultos .

## Distribuição geográfica
A espécie encontra-se amplamente distribuída, ocorrendo no norte do deserto do Saara (Marrocos, Argélia, Tunísia e Líbia), em três grandes regiões quentes, abertas e secas, na África Ocidental, África Oriental e Austral . Também ocorre em regiões costeiras da Península Arábica, nomeadamente na Arábia Saudita, Iémen e Omã .
Na Europa, a gineta ocorre em Portugal Continental, Espanha e França . Também se encontra nas ilhas mediterrâneas de Maiorca, Ibiza, e Cabrera, todas elas pertencentes ao Arquipélago das Ilhas Baleares, em Espanha . Esta espécie é geralmente considerada como uma espécie introduzida na Europa e nas ilhas Baleares . Foi registado a presença da espécie a 2.600 metros de altitude nas montanhas do Alto Atlas de Marrocos  e a 3.000 metros de altitude no Planalto da Etiópia. 

### Introdução na Europa
Crê-se que a sua presença na Europa seja recente e que tenha sido introduzida pelo homem de forma provavelmente involuntária, como mascote que se assilvestrou ou como simples clandestino em algum barco que tenha cruzado o Estreito de Gibraltar. Alguns autores apontam que a palavra «gineta» poderia proceder da palavra de origem árabe jinete (zenete), pois os muçulmanos que combatiam a cavalo durante a Reconquista adornavam a sua sela com peles deste animal. Supõe-se que os romanos tinham ginetas como mascotes, antes de os gatos domésticos serem importados do Egipto.

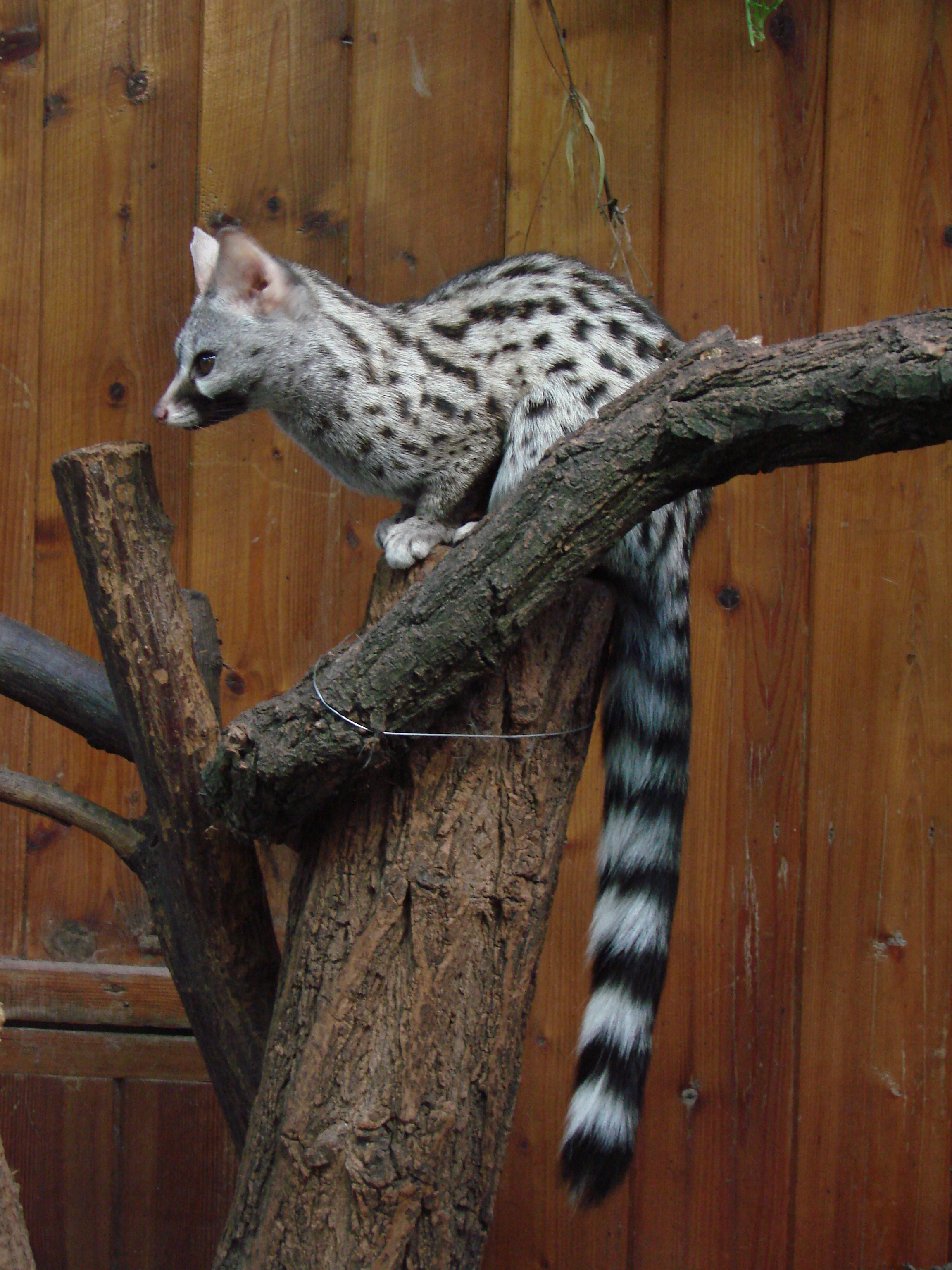
Gineta fotografada num zoológico.

### Península Ibérica
Na Península Ibérica, as populações da geneta são consideradas espécies introduzidas desde períodos históricos remotos, pelo que já se encontram naturalizadas há séculos. Nestes termos, a geneta é uma espécie largamente distribuída pela Península Ibérica, cuja abundância parece diminuir de Sudoeste para Nordeste, de tal ordem que se ausenta, ou pelo menos rareja, nas regiões cerealíferas da Meseta Ibérica, no centro de Espanha.

#### Presença em Portugal
No que respeita a Portugal, em concreto, a geneta tem uma presença generalizada de Norte a Sul do território continental, pese embora, seja marcadamente menos abundante nas regiões do Centro, de Trás-os-Montes e  do Alto Douro.

## Ecologia e comportamento
A gineta habita preferencialmente em habitats florestais (de folha caduca ou persistente), com rios nas proximidades, porém é uma espécie generalista, podendo ser encontrada em outros habitats. Evita habitats abertos, ocorrendo em pequenas áreas florestais, terrenos agrícolas e pequenas áreas habitadas. Não evita a presença humana, observando-se muitas vezes na proximidade de aldeias . 
A gineta tem hábitos nocturnos, passando o dia a dormir refugiada em grutas, árvores ocas, entre rochas ou em qualquer tipo de abrigo que a resguarde. Tal como o saca-rabos (Herpestes ichneumon), a gineta pode ocupar abrigos de outros animais que se encontram abandonados (como tocas de coelhos e texugos) .
É uma espécie trepadora ágil e flexível, utilizando a cauda como estabilizador dos saltos, para saltar de árvore em árvore. Possui uma elevada capacidade visual, auditiva e olfactiva. Estes sentidos são tão aprofundados, que permitem a gineta aproximar-se em silêncio e ser certeiro, sendo por isso um óptimo caçador. Tal como os felídeos, captura as suas presas utilizando as garras .
É um animal solitário, exceptuando na época de reprodução (nessa época vivem em grupos familiares).
Os seus principais predadores são grandes carnívoros (linces, raposas e grandes mustelídeos), e aves de rapina de grande porte (Bufo-real). Em cativeiro, a gineta pode viver até aos 15 anos .

## População
A gineta é um dos pequenos carnívoros mais comuns na sua área nativa, apesar de os dados sobre a densidade da África da espécie serem escassos. Estima-se uma densidade de 1,5 indivíduos por quilómetro quadrado.
Na Europa, a gineta é abundante, e apresenta um aumento das populações na França e em Espanha, esta última com densidades de 3,7 indivíduos por quilómetro quadrado . Na Península Ibérica, as populações são estáveis e vão aumentando lentamente .

## Reprodução
As fêmeas parem 2 ou 3 crias por ninhada numa concavidade de uma árvore, e atingem a maioridade com um ano de idade. Em liberdade vivem cerca de 10 anos, mas em cativeiro chegam aos 20.

## Factores de Ameaça
A gineta não sofre ameaças graves, susceptíveis de a espécie entrar em extinção. Ocasionalmente, podem ser caçadas para consumo humano, fins medicinais, ou para obtenção das suas peles (fabricação de “karosses” na África Austral) . No norte da África, a gineta é caçada de modo a obter o seu pêlo para que possa ser usado para fins decorativos, nomeadamente na fabricação de “karosses” (tapetes tradicionais africanos)  . Em Portugal, o uso indevido de armadilhas na gestão de zonas de caça está a dizimar indivíduos desta espécie. Em Ibiza, a gineta está ameaçada pela perda e fragmentação de habitat causada pela urbanização e infra-estrutura e desenvolvimento do turismo. A capacidade das ginetas em viver perto de seres humanos e dos seus animais domésticos pode ter implicações na transmissão de doenças  .

## Conservação
É uma espécie classificada como Pouco Preocupante (LC) pela IUCN devido à sua ampla distribuição no continente Africano e possui uma boa tolerância às possíveis alterações do seu habitat . A gineta ocorre em várias áreas protegidas da sua distribuição geográfica. Esta espécie encontra-se listada no Anexo III da Convenção de Berna, bem como no «Habitats da UE» e da «Directiva Espécies», Anexo V . Em vários países da sua distribuição geográfica, como em Marrocos, Argélia e a Tunísia, foram criadas leis para a conservação desta espécie, de forma a evitar a sua extinção . A gineta que ocorre em Ibiza (Genetta genetta isabelae) está classificada como “rara” .